# Simon Crosse
Simon Courtney Crosse (* 21. Mai 1930 in Christchurch, Dorset; † 14. Januar 2021) war ein britischer Ruderer.

## Karriere
Simon Crosse gewann bei den British Empire and Commonwealth Games 1958 mit dem englischen Vierer mit Steuermann die Goldmedaille. Bei den Olympischen Sommerspielen 1960 in Rom gehörte er ebenfalls dem britischen Vierer mit Steuermann an, dieser konnte in der olympischen Regatta jedoch nicht das Halbfinale erreichen.